# Portrait Cobbe
Pour les articles homonymes, voir Cobbe.

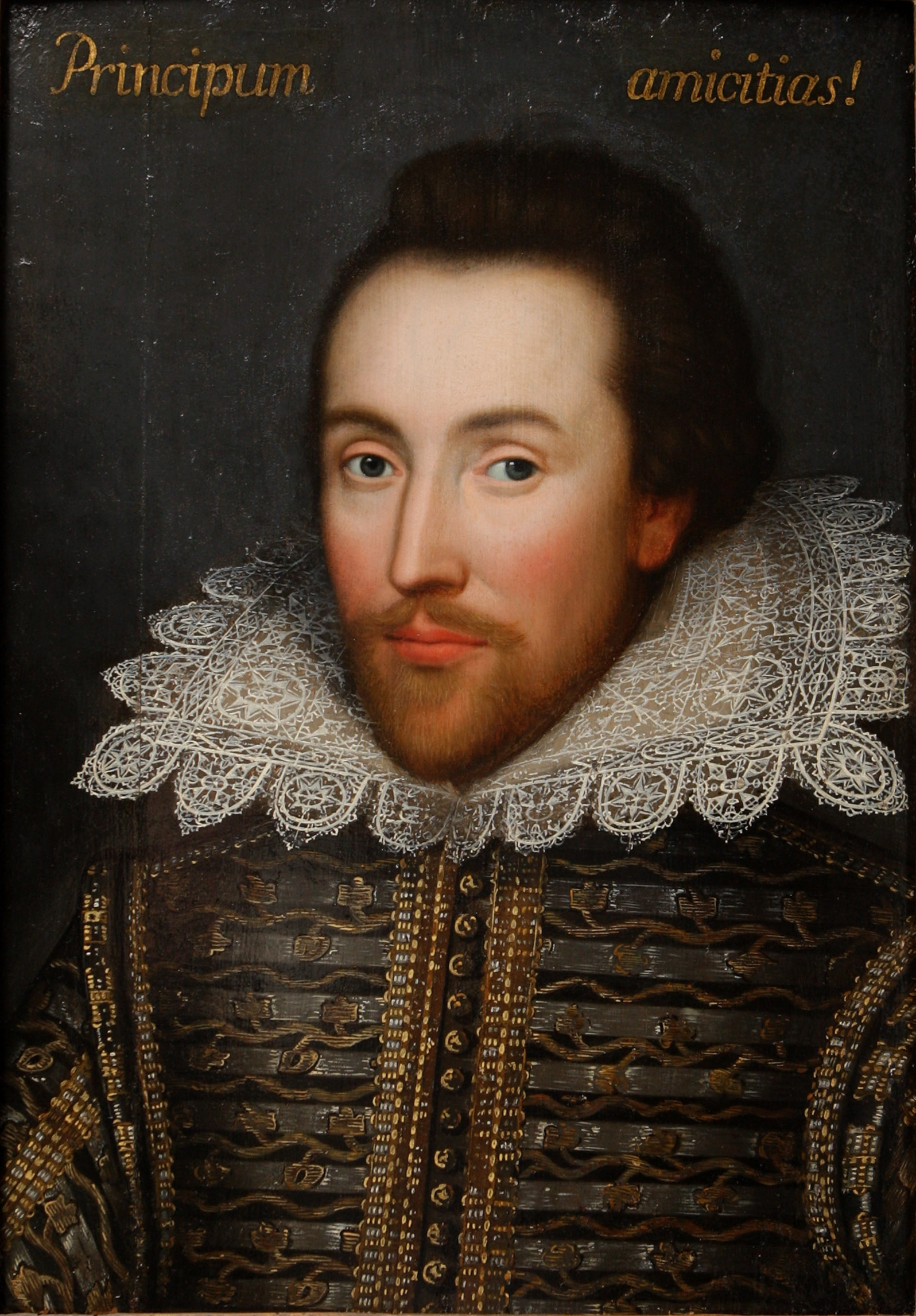
Un portrait Cobbe illustré d'une citation d'Horace Amicitias Principum!, signifiant "les alliances des princes!".

Le Portrait Cobbe ou simplement Cobbe par métonymie, désigne l'ensemble des versions picturales dites jacobéennes considérées comme étant des représentations du célèbre dramaturge anglais William Shakespeare. L'octroi de ces peintures à l'écrivain reste contesté. Les représentations les plus fidèles et les mieux connues de nos jours de Shakespeare demeurent le Portrait Droeshout réalisé par le graveur Martin Droeshout pour le Premier Folio (1623) et la sculpture qui orne son mémorial à Stratford-upon-Avon.
En 2009, Stanley Wells (en) et le Shakespeare Birthplace Trust annoncent qu'ils croyaient que cette peinture, qui appartenait à la famille Cobbe depuis le début du XVIIIe siècle, était un portrait de Shakespeare dessiné du vivant du dramaturge, vers 1610. Elle passe pour avoir appartenu à l'origine au mécène de Shakespeare, Henry Wriothesley, troisième comte de Southampton, et avoir été à l'origine de la copie appelée le portrait Janssen, qui était exposé à la Folger Shakespeare Library de Washington et dont on avait déjà affirmé qu'il représentait Shakespeare,,. Tarnya Cooper argue que les deux peintures représentent Thomas Overbury.

## Histoire

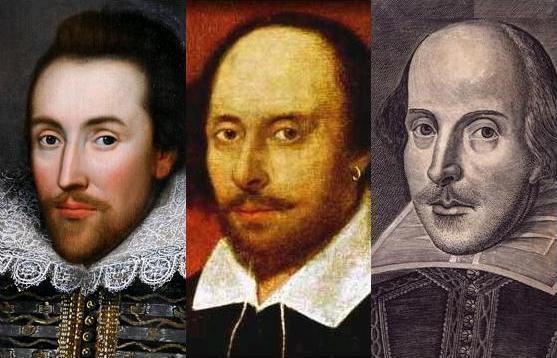
Les portraits Cobbe (1610), Chandos (début du XVIIe siècle) et Droeshout (1622) : trois des plus notables des portraits présumés de William Shakespeare.

## Description
À ne pas confondre avec le portrait Janssen qui lui est très ressemblant.